# Sivert Gussiås
Sivert Stenseth Gussiås (Molde, 18 agosto 1999) è un calciatore norvegese, attaccante del Træff.

## Carriera
Gussiås è cresciuto nelle giovanili del Molde, contribuendo alla vittoria di due edizioni del Norgesmesterskapet G19 (2016 e 2017). Ha esordito in prima squadra il 18 aprile 2018, subentrando a Christoffer Remmer nella vittoria per 1-6 in casa del Træff, sfida valida per il primo turno del Norgesmesterskapet. Il 20 agosto 2018 ha prolungato il contratto che lo legava al Molde fino al 31 dicembre 2019.
Il 22 dicembre 2018 è stato reso noto il passaggio di Gussiås allo Strømmen con la formula del prestito. Ha debuttato in 1. divisjon in data 31 marzo 2019, trovando anche una rete nel pareggio casalingo per 1-1 maturato contro l'Ullensaker/Kisa.
L'8 gennaio 2020 è stato annunciato il suo passaggio al Sandefjord, per cui ha siglato un contratto triennale. Il 16 giugno seguente ha quindi giocato la prima partita in Eliteserien, subentrando a Rufo nella vittoria per 1-2 in casa dell'Odd: nello stesso incontro, ha trovato una delle reti in favore della sua squadra.
Il 3 marzo 2023 è passato ai faroesi del KÍ Klaksvík. Ha debuttato in Formuladeildin in data 5 marzo, sostituendo Mads Boe Mikkelsen nella vittoria per 7-1 sul TB Tvøroyri. Il 2 luglio ha trovato la prima rete con la nuova casacca, nel successo per 2-1 sull'HB Tórshavn. L'11 luglio ha giocato la prima partita nelle competizioni UEFA per club: ha giocato il primo turno di qualificazione alla Champions League 2023-2024, sostituendo Luc Kassi nel pareggio casalingo per 0-0 contro il Ferencváros.

## Statistiche

### Presenze e reti nei club
Statistiche aggiornate al 24 agosto 2023.
| Stagione          | Club              | Campionato        | Campionato | Campionato | Coppe nazionali | Coppe nazionali | Coppe nazionali | Coppe continentali | Coppe continentali | Coppe continentali | Supercoppe | Supercoppe | Supercoppe | Totale | Totale |
| Stagione          | Club              | Comp              | Pres       | Reti       | Comp            | Pres            | Reti            | Comp               | Pres               | Reti               | Comp       | Pres       | Reti       | Pres   | Reti   |
| ----------------- | ----------------- | ----------------- | ---------- | ---------- | --------------- | --------------- | --------------- | ------------------ | ------------------ | ------------------ | ---------- | ---------- | ---------- | ------ | ------ |
| 2018              | Molde             | ES                | 0          | 0          | CN              | 1               | 0               | UEL                | -                  | -                  | -          | -          | -          | 1      | 0      |
| 2019              | Strømmen          | 1D                | 28         | 12         | CN              | 3               | 1               | -                  | -                  | -                  | -          | -          | -          | 31     | 13     |
| 2020              | Sandefjord        | ES                | 30         | 7          | -               | -               | -               | -                  | -                  | -                  | -          | -          | -          | 30     | 7      |
| 2021              | Sandefjord        | ES                | 12         | 1          | CN              | 2               | 3               | -                  | -                  | -                  | -          | -          | -          | 14     | 4      |
| 2022              | Sandefjord        | ES                | 25+2       | 0          | CN              | 3               | 1               | -                  | -                  | -                  | -          | -          | -          | 30     | 1      |
| Totale Sandefjord | Totale Sandefjord | Totale Sandefjord | 67+2       | 8+0        |                 | 5               | 4               |                    | -                  | -                  |            | -          | -          | 74     | 12     |
| 2023              | KÍ Klaksvík       | FD                | 17         | 1          | CF              | 1               | 0               | UCL+UEL            | 6+1.               | 0                  | -          | -          | -          | 25     | 1      |
| Totale            | Totale            | Totale            | 112+2      | 21+0       |                 | 10              | 5               |                    | 7                  | 0                  |            | -          | -          | 131    | 26     |

## Palmarès

### Club

#### Competizioni giovanili
- Norgesmesterskapet G19: 2

Molde: 2016, 2017